# Internationales Forum Historische Bürowelt

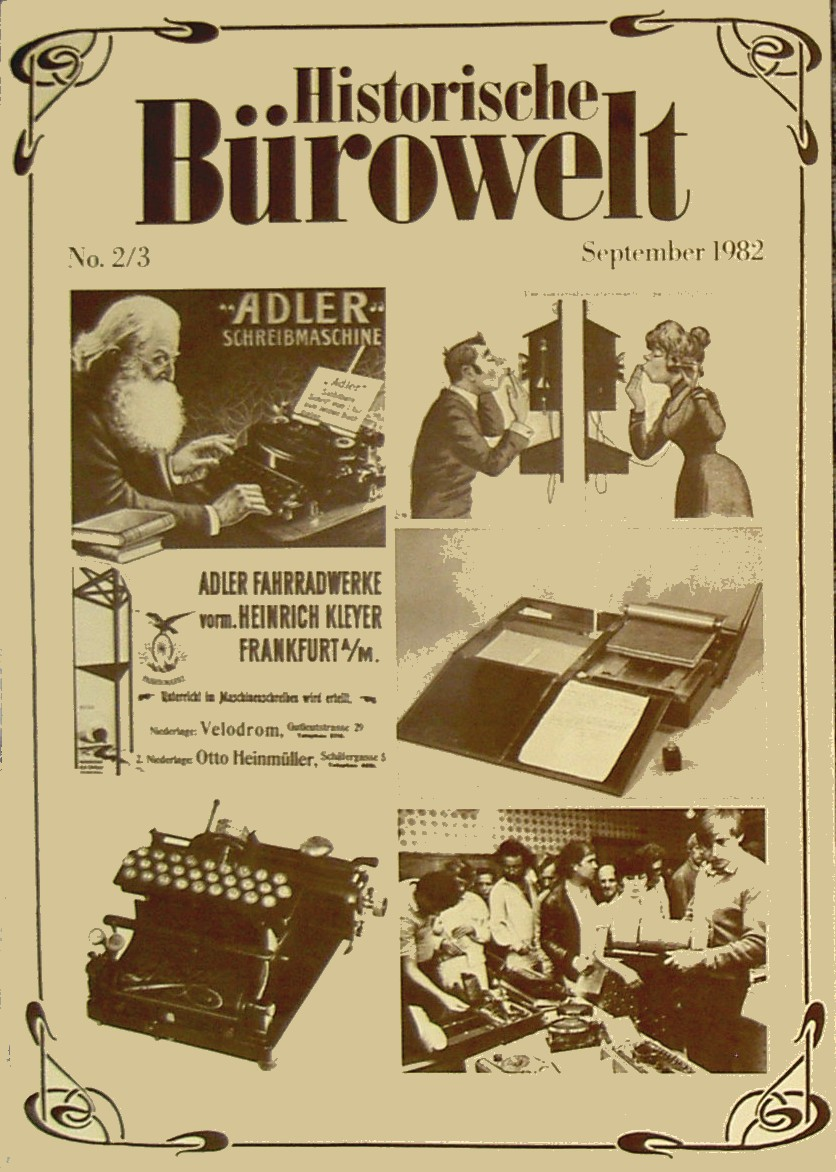
HBw Nr. 2/3 - 1982

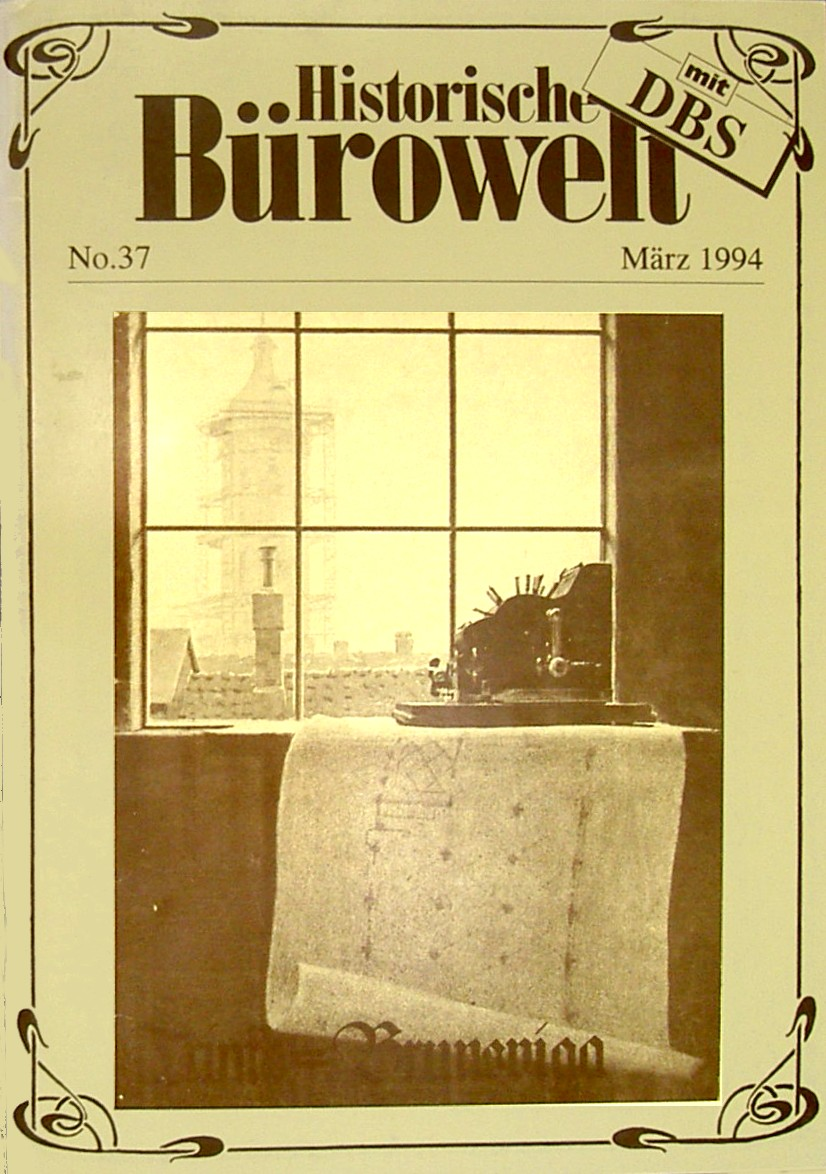
HBw Nr. 37 - 1994

Das Internationale Forum Historische Bürowelt e.V. (IFHB) ist ein Verein, der sich der Erforschung und Dokumentation technischer und sozialer Aspekte rund um das Büro seit 1870 widmet. Der 1981 gegründete IFHB ist in Steinheim an der Murr ansässig und gilt als größter Verein dieser Art weltweit.

## Gründung
Der Verein wurde im Jahr 1981 gegründet und ist als gemeinnütziger Verein anerkannt und im Vereinsregister Köln unter der Vereinsnummer 9521 eingetragen. Impuls für die Gründung war die immer stärkere Automatisierung der Bürowelt, die neuen Möglichkeiten der elektronischen Medien und die damit einhergehenden Veränderungen der Bürolandschaft.

## Mitglieder
Der Verein hat ca. 350 Mitglieder aus aller Welt. Diese setzen sich aus privaten Sammlern von Bürotechnik, aber auch Instituten, Museen und Bibliotheken zusammen. Ehrenmitglieder sind Konrad Zuse (†), Curt Herzstark (†), Werner Lange (†), Uwe H. Breker,  Wolfgang Mock, Fritz Niemann und Lutz Rolf.
Zum IFHB gehören z. B. das Deutsche Museum München, das Deutsche Technikmuseum Berlin, das Arithmeum Bonn, das Industriemuseum Chemnitz und das Technoseum – Landesmuseum für Arbeit und Technik, Mannheim.

## Publikationen

### Historische Bürowelt

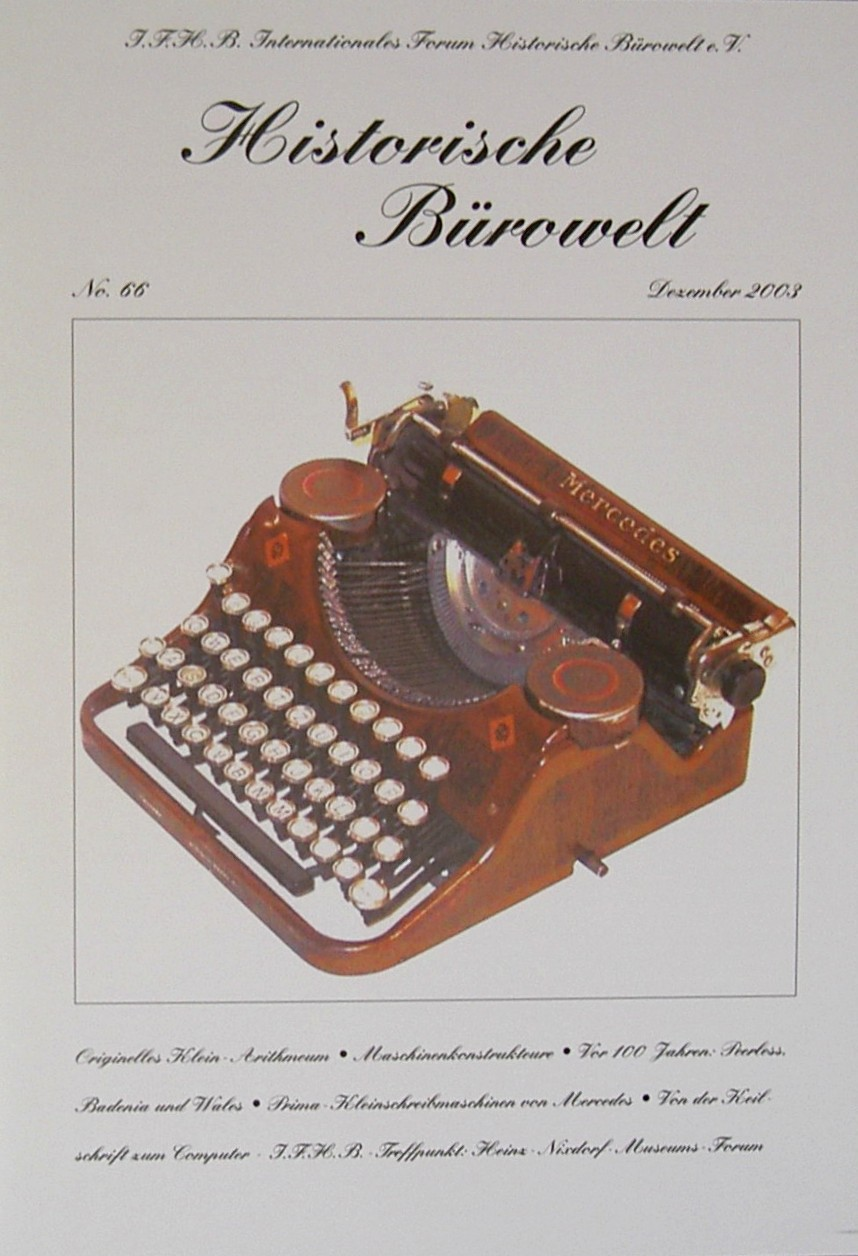
HBw Nr. 66 - 2003

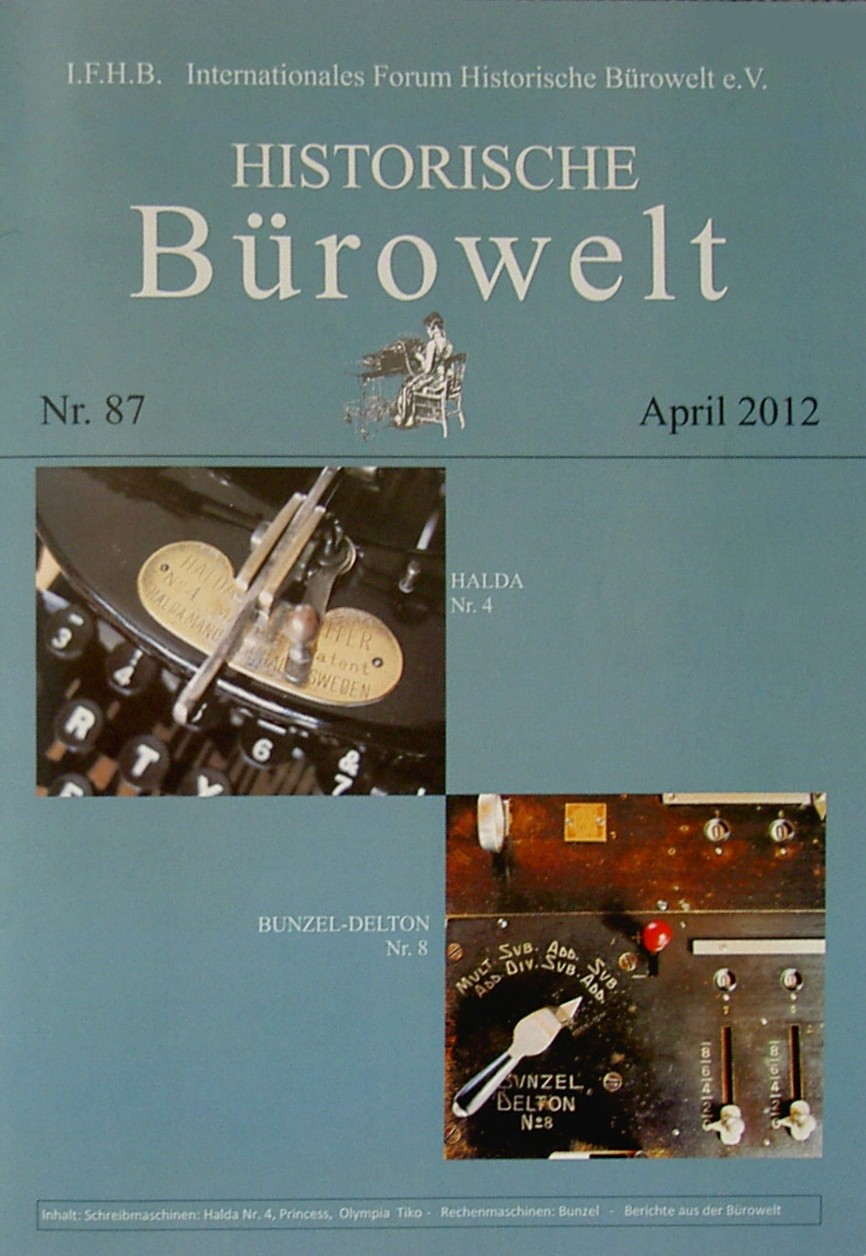
HBw Nr. 87 - 2012

Die seit 1982 herausgegebene Zeitschrift Historische Bürowelt (ZDB-ID 614413-5) erscheint derzeit 4-mal im Jahr. Bis Juni 2024 sind es 136 Ausgaben mit Forschungsberichten zu alten Schreibmaschinen, Rechenmaschinen, Erfindern, Büromaschinen-Sammlungen, Museen, Firmengeschichten oder den sozialen Aspekten der Bürowelt – aus der Sicht von Sekretärinnen, Schreibkräften, Kaufleuten, Wissenschaftlern oder Büromaschinenmechanikern. Für nicht deutsch lesende Mitglieder in Italien, Frankreich, den USA oder Belgien
gibt es englische Übersetzungen.

### HBw – aktuell
Die Zeitschrift HBw – aktuell (ZDB-ID 270887-5) erscheint seit 1984 und seit 2013 mit elf Ausgaben pro Jahr. Sie berichtet vor allem über Termine von Messen, Auktionen und Sammlertreffen rund um das Thema Bürotechnik.

### Weitere Veröffentlichungen
- Martin Reese: Neue Blicke auf alte Maschinen – zur Geschichte mechanischer Rechenmaschinen. Hrsg.: IFHB Essen. Verlag Dr. Kovac, Hamburg 2002, ISBN 3-8300-0533-4 (211 S.).
- Rechenmaschinen – Lexikon über historische Rechenmaschinen und -geräte. Loseblattsammlung des IFHB. 1. Auflage 2003, 2. Ergänzungs-Auflage 2009. (1600 S., füllt vier DIN-A5-Ordner).
- Jos Legrand (Hrsg.): Meyer – Martin – das Werk eines guten Menschen. Eine Ausgabe des IFHB. Ernst Martin Verlag, Maastricht/Rotterdam 2009 (62 S.).